# Список книг за «Зоряними війнами»
Офіційно визнаних книг про вигаданий всесвіт «Зоряних війн» існує понад 700, зокрема, деякі з них є лишень в електронному варіанті, а деякі мають зменшений об'єм (для дітей). Перша книга вийшла ще до прем'єри «Нової надії» в 1976 році, а на 2016 рік підтверджено публікацію ще 17.
З виходом «Прихованої загрози» канонічні книги про «Зоряні війни» поділяють на епохи, відповідно до часу описуваних подій. Частина епох з їхніми творами викреслена з оголошенням розширеного всесвіту «Зоряних війн» неканонічним.
| Стара Республіка                                  | Піднесення Імперії                          | Повстання                               | Нова Республіка                                 | Новий Орден Джедаїв                              | Спадщина                                    |
| ------------------------------------------------- | ------------------------------------------- | --------------------------------------- | ----------------------------------------------- | ------------------------------------------------ | ------------------------------------------- |
|                                                   |                                             |                                         |                                                 |                                                  |                                             |
| 25 000 — 1 000 років до подій фільму «Нова надія» | за 1 000 років до подій фільму «Нова надія» | 5 років після подій фільму «Нова надія» | між 5 та 25 рр. після подій фільму «Нова надія» | між 25 та 39 рр. після подій фільму «Нова надія» | за 40 років після подій фільму «Нова надія» |

Також існують:
- Антології коротких розповідей (новел);
- Скасовані твори;
- Путівники;
- Книги для рольових ігор;
- Неканонічні твори.

## Перелік творів

### Стара Республіка
| Назва                                                                                                | Час подій у всесвіті «Зоряних війн» | Автор          | Серія                                                                                                | Рік випуску          |
| --- | ----------------------------------- | -------------- | --- | -------------------- |
| Зустрічний потік (англ. Crosscurrent)                                                                | 5 000 — 41 рр. ДБЯ                  | Paul S. Kemp   | Зустрічний потік (англ. Crosscurrent)                                                                | 26 січня 2010 р.     |
| Стара Республіка: Реван (англ. The Old Republic: Revan)                                              | 3954 — 3900 ДБЯ                     | Drew Karpyshyn | Стара Республіка (англ. The Old Republic)                                                            | 15 листопада 2011 р. |
| Зоряні війни: Стара республіка, Фатальний альянс (англ. Star Wars: The Old Republic, Fatal Alliance) | 3656 р. ДБЯ                         | Sean Williams  | Зоряні війни: Стара республіка, Фатальний альянс (англ. Star Wars: The Old Republic, Fatal Alliance) | 27 липня 2010 р.     |
| Дарт Бейн: Шлях знищення (англ. Darth Bane: Path of Destruction)                                     | 1 003 — 1 000 рр. ДБЯ               | Drew Karpyshyn | Дарт Бейн (англ. Darth Bane)                                                                         | 26 вересня 2006 р.   |
| Дарт Бейн: Правило двох (англ. Darth Bane: Rule of Two)                                              | 1 000 — 990 ДБЯ                     | Drew Karpyshyn | Дарт Бейн (англ. Darth Bane)                                                                         | 26 грудня 2007 р.    |
| Дарт Бейн: Династія зла (англ. Darth Bane: Dynasty of Evil)                                          | 980 ДБЯ                             | Drew Karpyshyn | Дарт Бейн (англ. Darth Bane)                                                                         | 8 грудня 2009 р.     |

### Піднесення Імперії
| Назва                                                                                     | Час подій у всесвіті «Зоряних війн» | Автор             | Серія                                                                                     | Рік випуску         |
| ----------------------------------------------------------------------------------------- | ----------------------------------- | ----------------- | ----------------------------------------------------------------------------------------- | ------------------- |
| Спадок джедаїв (англ. Legacy of the Jedi)                                                 | 88,5 — 21,5 рр. ДБЯ                 | Jude Watson       | Спадок джедаїв (англ. Legacy of the Jedi)                                                 | 1 серпня 2003 р.    |
| Становлення Сили (англ. The Rising Force)                                                 | 45 р. ДБЯ                           | Dave Wolverton    | Учень джедая (англ. Jedi Apprentice)                                                      | 3 травня 1999 р.    |
| Володар Темної сторони (англ. The Dark Rival)                                             | 45 р. ДБЯ                           | Jude Watson       | Учень джедая (англ. Jedi Apprentice)                                                      | 3 травня 1999 р.    |
| Викрадачі пам'яті (англ. The Hidden Past)                                                 | 44 р. ДБЯ                           | Jude Watson       | Учень джедая (англ. Jedi Apprentice)                                                      | 1 серпня 1999 р.    |
| Знак корони (англ. The Mark of the Crown)                                                 | 44 р. ДБЯ                           | Jude Watson       | Учень джедая (англ. Jedi Apprentice)                                                      | 1 жовтня 1999 р.    |
| Планета війн (англ. The Defenders of the Dead)                                            | 44 р. ДБЯ                           | Jude Watson       | Учень джедая (англ. Jedi Apprentice)                                                      | 1 грудня 1999 р.    |
| На роздоріжжі (англ. The Uncertain Path)                                                  | 44 р. ДБЯ                           | Jude Watson       | Учень джедая (англ. Jedi Apprentice)                                                      | 1 лютого 2000 р.    |
| Обложений храм (англ. The Captive Temple)                                                 | 44 р. ДБЯ                           | Jude Watson       | Учень джедая (англ. Jedi Apprentice)                                                      | 1 квітня 2000 р.    |
| Час розплати (англ. The Day of Reckoning)                                                 | 44 р. ДБЯ                           | Jude Watson       | Учень джедая (англ. Jedi Apprentice)                                                      | 1 червня 2000 р.    |
| Битва за правду (англ. The Fight for Truth)                                               | 43 р. ДБЯ                           | Jude Watson       | Учень джедая (англ. Jedi Apprentice)                                                      | 1 серпня 2000 р.    |
| Хибкий мир (англ. The Shattered Peace)                                                    | 43 р. ДБЯ                           | Jude Watson       | Учень джедая (англ. Jedi Apprentice)                                                      | 1 жовтня 2000 р.    |
| Смертельне полювання (англ. The Deadly Hunter)                                            | 43 р. ДБЯ                           | Jude Watson       | Учень джедая (англ. Jedi Apprentice)                                                      | 1 грудня 2000 р.    |
| Диявольський експеримент (англ. The Evil Experiment)                                      | 43-42 рр. ДБЯ                       | Jude Watson       | Учень джедая (англ. Jedi Apprentice)                                                      | 1 лютого 2001 р.    |
| Небезпечний порятунок (англ. The Dangerous Rescue)                                        | 43-39 рр. ДБЯ                       | Jude Watson       | Учень джедая (англ. Jedi Apprentice)                                                      | 1 квітня 2001 р.    |
| Через тісний зв'язок (англ. The Ties That Bind)                                           | 41-39 рр. ДБЯ                       | Jude Watson       | Учень джедая (англ. Jedi Apprentice)                                                      | 1 серпня 2001 р.    |
| Загибель надії (англ. The Death of Hope)                                                  | 41-39 рр. ДБЯ                       | Jude Watson       | Учень джедая (англ. Jedi Apprentice)                                                      | 1 жовтня 2001 р.    |
| Заклик помсти (англ. The Call to Vengeance)                                               | 41-39 рр. ДБЯ                       | Jude Watson       | Учень джедая (англ. Jedi Apprentice)                                                      | 1 грудня 2001 р.    |
| Єдиний свідок (англ. The Only Witness)                                                    | 41-39 рр. ДБЯ                       | Jude Watson       | Учень джедая (англ. Jedi Apprentice)                                                      | 1 лютого 2002 р.    |
| Внутрішня загроза (англ. The Threat Within)                                               | 40-39 рр. ДБЯ                       | Jude Watson       | Учень джедая (англ. Jedi Apprentice)                                                      | 1 березня 2002 р.   |
| Омани (англ. Deceptions)                                                                  | 41-29 рр. ДБЯ                       | Jude Watson       | Учень джедая (англ. Jedi Apprentice)                                                      | 1 липня 2002 р.     |
| Послідовники (англ. The Followers)                                                        | 40-28 рр. ДБЯ                       | Jude Watson       | Учень джедая (англ. Jedi Apprentice)                                                      | 1 квітня 2002 р.    |
| Життя та легенди Обі-Вана Кенобі (англ. The Life and Legend of Obi-Wan Kenobi)            | 44 р. ДБЯ — 9 ПБЯ                   | Ryder Windham     | Життя та легенди Обі-Вана Кенобі (англ. The Life and Legend of Obi-Wan Kenobi)            | 27 серпня 2008 р.   |
| Секрети джедаїв (англ. Secrets of the Jedi)                                               | 40-20 рр. ДБЯ                       | Jude Watson       | Секрети джедаїв (англ. Secrets of the Jedi)                                               | 1 березня 2005 р.   |
| Звеличення та падіння Дарта Вейдера (англ. The Rise and Fall of Darth Vader)              | 39 р. ДБЯ — 4 ПБЯ                   | Ryder Windham     | Звеличення та падіння Дарта Вейдера (англ. The Rise and Fall of Darth Vader)              | жовтень 2007 р.     |
| Під завісою брехні (англ. Cloak of Deception)                                             | 32,5 р. ДБЯ                         | James Luceno      | Під завісою брехні (англ. Cloak of Deception)                                             | 1 червня 2001 р.    |
| Дарт Мол: Диверсант (англ. Darth Maul: Saboteur)                                          | 33 р. ДБЯ                           | James Luceno      | Дарт Мол (англ. Darth Maul)                                                               | 1 лютого 2001 р.    |
| Дарт Мол: Темний месник (англ. Darth Maul: Shadow Hunter)                                 | 32,5 р. ДБЯ                         | Michael Reaves    | Дарт Мол (англ. Darth Maul)                                                               | 1 лютого 2001 р.    |
| Пастка для зоряного винищувача (англ. The Starfighter Trap)                               | 33 р. ДБЯ                           | Steve Miller      | Пастка для зоряного винищувача (англ. The Starfighter Trap)                               | 2000 р.             |
| Зоряні війни. Епізод I. Прихована загроза (англ. Star Wars Episode I: The Phantom Menace) | 32 р. ДБЯ                           | Terry Brooks      | Зоряні війни. Епізод I. Прихована загроза (англ. Star Wars Episode I: The Phantom Menace) | 21 квітня 1999 р.   |
| Зоряні війни. Епізод I. Прихована загроза (англ. Star Wars Episode I: The Phantom Menace) | 32 р. ДБЯ                           | Patricia C. Wrede | Зоряні війни. Епізод I. Прихована загроза (англ. Star Wars Episode I: The Phantom Menace) | 3 травня 1999 р.    |
| Амулет королеви (англ. The Queen's Amulet)                                                | 32 р. ДБЯ                           | Julianne Balmain  | Зоряні війни. Епізод I. Прихована загроза (англ. Star Wars Episode I: The Phantom Menace) | вересень 1999 р.    |
| Планета-бурлака (англ. Rogue Planet)                                                      | 29 р. ДБЯ                           | Greg Bear         | Планета-бурлака (англ. Rogue Planet)                                                      | 2 травня 2000 р.    |
| Шлях до правди (англ. Path to Truth)                                                      | 28 р. ДБЯ                           | Jude Watson       | Мандрівки джедая (англ. Jedi Quest)                                                       | 1 вересня 2001 р.   |
| Шлях падавана (англ. The Way of the Apprentice)                                           | 27 р. ДБЯ                           | Jude Watson       | Мандрівки джедая (англ. Jedi Quest)                                                       | 23 квітня 2002 р.   |
| Слід джедая (англ. The Trail of the Jedi)                                                 | 27 р. ДБЯ                           | Jude Watson       | Мандрівки джедая (англ. Jedi Quest)                                                       | 23 квітня 2002 р.   |
| Небезпечні ігри (англ. The Dangerous Games)                                               | 27 р. ДБЯ                           | Jude Watson       | Мандрівки джедая (англ. Jedi Quest)                                                       | 1 серпня 2002 р.    |
| Майстер перевтілень (англ. The Master of Disguise)                                        | 27 р. ДБЯ                           | Jude Watson       | Мандрівки джедая (англ. Jedi Quest)                                                       | 1 грудня 2002 р.    |
| Школа страху (англ. The School of Fear)                                                   | 26 р. ДБЯ                           | Jude Watson       | Мандрівки джедая (англ. Jedi Quest)                                                       | 1 лютого 2003 р.    |
| Капкан у темряві (англ. The Shadow Trap)                                                  | 25 р. ДБЯ                           | Jude Watson       | Мандрівки джедая (англ. Jedi Quest)                                                       | 1 травня 2003 р.    |
| Момент істини (англ. The Moment of Truth)                                                 | 25 р. ДБЯ                           | Jude Watson       | Мандрівки джедая (англ. Jedi Quest)                                                       | 1 листопада 2003 р. |
| Зміна варти (англ. The Changing of the Guard)                                             | 24 р. ДБЯ                           | Jude Watson       | Мандрівки джедая (англ. Jedi Quest)                                                       | 1 березня 2004 р.   |
| Удаваний мир (англ. The False Peace)                                                      | 24 р. ДБЯ                           | Jude Watson       | Мандрівки джедая (англ. Jedi Quest)                                                       | 1 липня 2004 р.     |
| Остання битва (англ. The Final Showdown)                                                  | 24 р. ДБЯ                           | Jude Watson       | Мандрівки джедая (англ. Jedi Quest)                                                       | 1 листопада 2004 р. |
| Наддалекий переліт (англ. Outbound Flight)                                                | 27 р. ДБЯ                           | Timothy Zahn      | Наддалекий переліт (англ. Outbound Flight)                                                | 31 січня 2006 р.    |
| Переддень шторму (англ. The Approaching Storm)                                            | 22,5 р. ДБЯ                         | Alan Dean Foster  | Переддень шторму (англ. The Approaching Storm)                                            | 29 січня 2002 р.    |

### Повстання
| Назва | Час подій у всесвіті «Зоряних війн» | Автор                                     | Серія                                                             | Рік випуску                          |
| --- | ----------------------------------- | ----------------------------------------- | ----------------------------------------------------------------- | ------------------------------------ |
| Зоряні війни: З пригод Люка Скайвокера (англ. Star Wars: From the Adventures of Luke Skywalker)                | Події фільму «Нова надія»           | Alan Dean Foster, Джордж Лукас            | Нова надія (англ. A New Hope)                                     | 12 листопада 1976 р.                 |
| Зоряні війни, епізод IV: Нова надія (англ. Star Wars Episode IV: A New Hope)                                   | Події фільму «Нова надія»           | Ryder Windham                             | Нова надія (англ. A New Hope)                                     | 1 жовтня 2004 р.                     |
| Відданість (англ. Allegiance)                                                                                  | 0,5 ПБЯ                             | Timothy Zahn                              | Відданість (англ. Allegiance)                                     | січень 2007 р.                       |
| Галактики Зоряних війн: Руїни Дантуїна (англ. Star Wars Galaxies: The Ruins of Dantooine)                      | 1 ПБЯ                               | Voronica Whitney-Robinson, Haden Blackman | Галактики Зоряних війн (Галаксис) (англ. Star Wars Galaxies)      | 30 грудня 2003 р.                    |
| Осколок ока розуму (англ. Splinter of the Mind's Eye)                                                          | 2 ПБЯ                               | Alan Dean Foster                          | Осколок ока розуму (англ. Splinter of the Mind's Eye)             | 1978 р.                              |
| Повстанські сили: Ціль (англ. Rebel Force: Target)                                                             | 2 ПБЯ                               | Alex Wheeler                              | Повстанські сили (англ. Rebel Force)                              | грудень 2008 р.                      |
| Повстанські сили: Заручники (англ. Rebel Force: Hostage)                                                       | 2 ПБЯ                               | Alex Wheeler                              | Повстанські сили (англ. Rebel Force)                              | грудень 2008 р.                      |
| Повстанські сили: Зрадник (англ. Rebel Force: Renegade)                                                        | 2 ПБЯ                               | Alex Wheeler                              | Повстанські сили (англ. Rebel Force)                              | 1 травня 2009 р.                     |
| Повстанські сили: Перестрілка (англ. Rebel Force: Firefight)                                                   | 2 ПБЯ                               | Alex Wheeler                              | Повстанські сили (англ. Rebel Force)                              | 1 вересня 2009 р.                    |
| Повстанські сили: Захоплений (англ. Rebel Force: Trapped)                                                      | 2 ПБЯ                               | Alex Wheeler                              | Повстанські сили (англ. Rebel Force)                              | Випуск мав відбутися 1 січня 2010 р. |
| Зоряні війни, епізод V: Імперія завдає удару у відповідь (англ. Star Wars Episode V: The Empire Strikes Backt) | 3 ПБЯ                               | Donald F. Glut                            | Імперія завдає удару у відповідь (англ. The Empire Strikes Backt) | 12 квітня 1980 р.                    |
| Зоряні війни, епізод V: Імперія завдає удару у відповідь (англ. Star Wars Episode V: The Empire Strikes Backt) | 3 ПБЯ                               | Ryder Windham                             | Імперія завдає удару у відповідь (англ. The Empire Strikes Backt) | 1 жовтня 2004 р.                     |
| Тіні Імперії (англ. Shadows of the Empire)                                                                     | 3.5 ПБЯ                             | Steve Perry                               | Тіні Імперії (англ. Shadows of the Empire)                        | 1996 р.                              |
| Зоряні війни, епізод VI: Повердення Джедая (англ. Star Wars Episode VI: Return of the Jedi)                    | 4 ПБЯ                               | James Kahn                                | Повердення Джедая (англ. Return of the Jedi)                      | 12 травня 1983 р.                    |
| Зоряні війни, епізод VI: Повердення Джедая (англ. Star Wars Episode VI: Return of the Jedi)                    | 4 ПБЯ                               | Ryder Windham                             | Повердення Джедая (англ. Return of the Jedi)                      | 1 жовтня 2004 р.                     |
| Мандалорська збруя (англ. The Mandalorian Armor)                                                               | 4 ПБЯ                               | K.W. Jeter                                | Війни мисливців за головами (англ. The Bounty Hunter Wars)        | 1 липня 1998 р.                      |
| Корабель невільників (англ. Slave Ship)                                                                        | 4 ПБЯ                               | K.W. Jeter                                | Війни мисливців за головами (англ. The Bounty Hunter Wars)        | 1998 р.                              |
| Ризикова справа (англ. Hard Merchandise)                                                                       | 4 ПБЯ                               | K.W. Jeter                                | Війни мисливців за головами (англ. The Bounty Hunter Wars)        | 1 липня 1999 р.                      |
| Перемир'я на Бакурі (англ. The Truce at Bakura)                                                                | 4 ПБЯ                               | Kathy Tyers                               | Перемир'я на Бакурі (англ. The Truce at Bakura)                   | 1 грудня 1993 р.                     |

## Інші збірки

### Збірки новел
| Назва | Час подій у всесвіті «Зоряних війн» | Редактор                        | Рік випуску      |
| --- | ----------------------------------- | ------------------------------- | ---------------- |
| Байки з Імперії (англ. Tales From the Empire)                                                                 | 3 ДБЯ — 11 ПБЯ                      | Peter Schweighofer              | 1 грудня 1997 р. |
| Байки з Нової Республіки (англ. Tales From the New Republic)                                                  | 1-19 ПБЯ                            | Peter Schweighofer, Craig Carey | 1 грудня 1999 р. |
| Байки з кантини Мос Айслі (англ. Tales From the Mos Eisley Cantina)                                           | 0-3 ПБЯ                             | Kevin J. Anderson               | 1 липня 1995 р.  |
| Байки мисливців за головами (англ. Tales of the Bounty Hunters)                                               | 2-3 ПБЯ                             | Kevin J. Anderson               | 3 грудня 1996 р. |
| Байки з палацу Джабби Хатта (англ. Tales from Jabba's Palace)                                                 | 4 ПБЯ                               | Kevin J. Anderson               | 1 грудня 1995 р. |
| Журнал «Star Wars Adventure Journal» (англ. Star Wars Adventure Journal), 15 випусків (ще три було скасовано) | різні часи                          | -                               | 1994—1997 рр.    |